# دانس دانس دانسور
دانس دانس دانسور هي سلسلة مانغا يابانية من كتابة جورج أساكورا تم نشرها لأول مرة في 14 سبتمبر 2015. بدأ عرض أنمي تلفزيوني مقتبس في 9 أبريل 2022.